# بليس راه (ملاثاني)
بلیس راه (بالإنجليزية: Palis Rah, Khuzestan)‏ هي منطقة سكنية تقع في إيران في قسم ملاثاني الريفي.